# Pogwizdów (województwo śląskie)

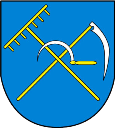
Nieoficjalny herb wsi Pogwizdów

Pogwizdów (niem. Pogwisdau) – wieś sołecka w Polsce, położona w województwie śląskim, w powiecie cieszyńskim, w gminie Hażlach, w granicach historycznego regionu Śląska Cieszyńskiego, na Wysoczyźnie Kończyckiej, na prawym brzegu Olzy. 
W latach 1975–1998 wieś  położona była w województwie bielskim.
Na obszarze 472,79 ha zamieszkana jest przez 3580 mieszkańców (2010), co daje gęstość zaludnienia równą 757,2 os./km².

## Integralne części wsi
| SIMC    | Nazwa      | Rodzaj    |
| ------- | ---------- | --------- |
| 0052787 | Folwarczek | część wsi |
| 0052793 | Łysa       | część wsi |

## Historia

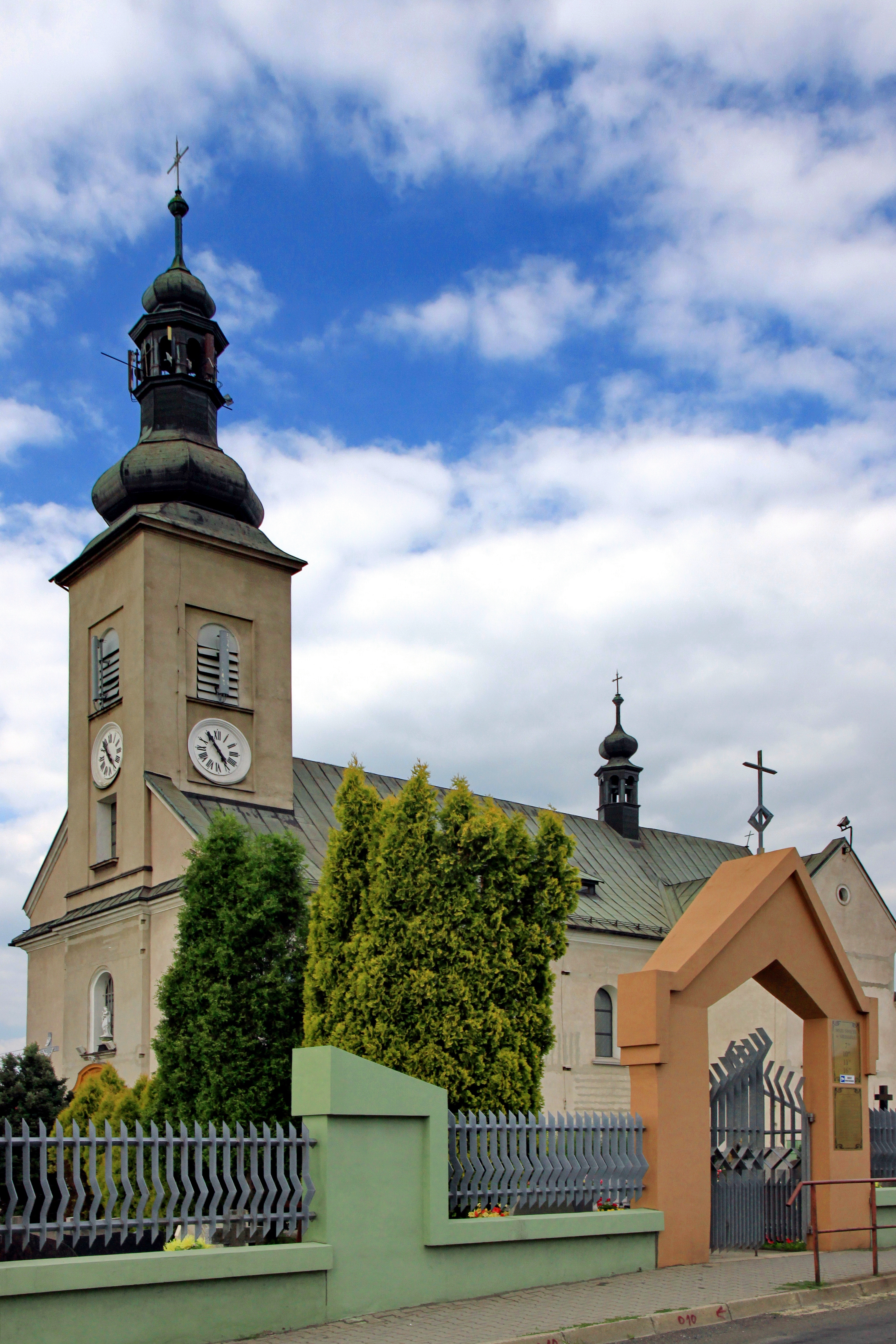
Zabytkowy kościół parafialny pw. św. Jana Nepomucena

Po raz pierwszy wzmiankowana w 1447 roku jako Pogwyzdow. 
W 1796 właścicielem Pogwizdowa został w spadku po ojcu Emanuel Traugott baron z rodu Spensów z Booden, który w następnym roku sprzedał miejscowość Komorze Cieszyńskiej.
W latach 1848–1849 podczas wielkiego głodu, nazwanego później „Głodne roki” w Pogwizdowie przetrwały tylko dwie rodziny.
W 1900 roku Pogwizdów był samodzielną gminą,  obejmującą również Marklowice (obecnie dzielnica Cieszyna) o powierzchni 649 hektarów i liczbie mieszkańców 654 zamieszkałych w 81 budynkach, z tego w samym Pogwizdowie bez Marklowic mieszkało 490 osób w 61 domach. 435 (88,8%) mieszkańców było katolikami a 55 (11,2%) ewangelikami, 485 (99%) polsko-, 4 (0,8%) niemiecko- a 1 (0,2%) czeskojęzycznymi. Wg spisu z 1910 roku Pogwizdów (bez Marklowic) miał już 590 mieszkańców zamieszkałych w 72. budynkach na obszarze 433 hektarów, co dawało gęstość zaludnienia równą 136,3 os./km², z czego 582 było zameldowanych na stałe, 576 (99%) było polsko-, 4 (0,7%) niemiecko- a 2 (0,3%) czeskojęzycznymi, 527 (89,3%) było katolikami, 57 (9,7%) ewangelikami, 2 (0,3%) kalwinistami a 4 (0,7%) wyznawcami judaizmu.
W lipcu 1920 roku miejscowość decyzją Rady Ambasadorów znalazła się w granicach Polski. W okresie międzywojennym w miejscowości stacjonowała placówka Straży Granicznej I linii „Pogwizdów”.
W latach 80. XX wieku w Pogwizdowie wybudowano duże osiedle mieszkaniowe (49°48′36,20″N 18°35′41,30″E/49,810056 18,594806), które miało się stać bazą mieszkaniową dla powstającej KWK Morcinek w Kaczycach i zakładów Polifarb w Cieszynie-Marklowicach. Poważnie brano pod uwagę wchłonięcie wsi przez miasto. Jednak upadek KWK Morcinek zaprzepaścił inwestycje. Mimo tego, Pogwizdów stał się zapleczem mieszkaniowym dla pobliskiego miasta, co spowodowane jest o wiele tańszymi mieszkaniami i podwójną linią autobusów miejskich kursujących do Cieszyna. Obecnie osiedle to zamieszkuje 1362 osób (38,4% populacji miejscowości).
W latach 1947–1991 stacjonowała tu strażnica Wojsk Ochrony Pogranicza. 16 maja 1991 roku strażnica została przejęta przez Straż Graniczną i funkcjonowała do 31 stycznia 2001 roku, kiedy to została rozformowania.

## Religia
Na terenie wsi działalność duszpasterską prowadzi Kościół Rzymskokatolicki (parafia św. Jana Nepomucena).

## Turystyka
Według Narodowego Instytutu Dziedzictwa, w miejscowości znajduje się jeden obiekt zabytkowy, a jest nim kościół parafialny pw. św. Jana Nepomucena z 1817 roku (nr rej.: 166/60 z 27.02.1960 oraz A-311/78 z 21.04.1978)
Przez miejscowość przechodzi  czerwona trasa rowerowa nr 24 (Pętla rowerowa Euroregionu Śląsk Cieszyński).

## Transport i komunikacja
Przez Pogwizdów przebiega linia kolejowa nr 90 Zebrzydowice – Cieszyn i znajduje się tu przystanek kolejowy.
Przez wieś kursuje autobus PKS Cieszyn oraz prywatnego przewoźnik LINEA TRANS relacji Cieszyn – Jastrzębie-Zdrój. Do wsi kursują również podmiejskie linie ZGK w Cieszynie nr 30 do osiedla oraz linia 32 dalej do sąsiedniej miejscowości, jaką są Kaczyce.